# Tigre (1793)
Pour les articles homonymes, voir Tigre.
Pour les autres navires du même nom, voir HMS Tiger.
Le Tigre est un vaisseau de ligne de 74 canons de la Marine française. Il sert pendant les guerres de la Révolution française avant d'être capturé par la Royal Navy.

## Carrière
Son premier capitaine est Pierre Jean Van Stabel. Lorsque Van Stabel est promu contre-amiral, le Tigre devient le vaisseau amiral d'une escadre de six vaisseaux placés sous ses ordres. Il prend part au sauvetage de la frégate Sémillante, en compagnie du Jean Bart.
Sous les ordres de Jacques Bedout, il participe à la bataille de Groix au cours de laquelle il est capturé par les Britanniques. Intégré au sein de la Royal Navy sous le nom de HMS Tigre, il est démantelé en juin 1817.